# Primera División (Uruguay) 2012/13
Die Liga Profesional de Primera División 2012/13 (kommerzieller Sponsor-Name: Torneo Uruguayo Copa Coca-Cola 2012/13) war die 109. Spielzeit (die 81. der professionellen Ära) der höchsten uruguayischen Spielklasse im Fußball der Männer, der Primera División. Sie startete am 25. August 2012 und endete am 2. Juni 2013. Vom 10. Dezember 2012 bis zum 23. Februar 2013 wurde die Saison durch die Winterpause unterbrochen. In einem Entscheidungsspiel sicherte sich der CA Peñarol zwei Tage nach Ende der regulären Saison seinen 42. Meistertitel.
Als Würdigung des im Juni 2012 verstorbenen ehemaligen Präsidenten sowohl des Montevideo Wanderers als auch der Asociación Uruguaya de Fútbol stand die Spielzeit unter der Betitelung „Carlos Maresca“. Die zwei in der Jahreswertung bestplatzierten Vereine qualifizierten sich direkt für die Gruppenphase der Copa Libertadores 2014, der drittplatzierte für deren erste Runde. Die Mannschaften auf den Plätzen vier, fünf und sechs sowie darüber hinaus die führende der Jahreswertung qualifizierten sich für die Copa Sudamericana 2013.

## Saisonverlauf

### Apertura
Die Apertura, die Hinrunde der Saison, wurde zwischen dem 25. August und dem 10. Dezember 2012 ausgetragen und stand unter der Betitelung „Raúl Bentancor“, als Würdigung des im Mai gleichen Jahres verstorbenen ehemaligen Spielers und uruguayischen Nationaltrainers. Dieser war Großvater mütterlicherseits des beim Club Nacional de Football als Verteidiger aktiven Alejandro Lembo.
| Pl. | Verein                 | Sp. | S  | U | N | Tore    | Diff. | Punkte |
| --- | ---------------------- | --- | -- | - | - | ------- | ----- | ------ |
| 1.  | Peñarol Montevideo     | 15  | 11 | 3 | 1 | 035:130 | +22   | 36     |
| 2.  | Defensor Sporting      | 15  | 9  | 5 | 1 | 031:110 | +20   | 32     |
| 3.  | Nacional               | 15  | 10 | 2 | 3 | 029:140 | +15   | 32     |
| 4.  | El Tanque Sisley       | 15  | 8  | 6 | 1 | 023:170 | +6    | 30     |
| 5.  | River Plate Montevideo | 15  | 5  | 6 | 4 | 021:170 | +4    | 21     |
| 6.  | Fénix                  | 15  | 6  | 3 | 6 | 024:240 | ±0    | 21     |
| 7.  | Bella Vista            | 15  | 6  | 2 | 7 | 013:170 | −4    | 20     |
| 8.  | Juventud (N)           | 15  | 5  | 4 | 6 | 013:170 | −4    | 19     |
| 9.  | Montevideo Wanderers   | 15  | 5  | 4 | 6 | 022:240 | −2    | 19     |
| 10. | Cerro                  | 15  | 5  | 3 | 7 | 014:170 | −3    | 18     |
| 11. | Central Español (N)    | 15  | 4  | 4 | 7 | 011:190 | −8    | 16     |
| 12. | Liverpool              | 15  | 4  | 3 | 8 | 021:280 | −7    | 15     |
| 13. | Progreso (N)           | 15  | 4  | 3 | 8 | 017:280 | −11   | 15     |
| 14. | Racing                 | 15  | 3  | 4 | 8 | 017:270 | −10   | 13     |
| 15. | Cerro Largo            | 15  | 2  | 6 | 7 | 014:200 | −6    | 12     |
| 16. | Danubio                | 15  | 1  | 6 | 8 | 015:270 | −12   | 09     |

| (N) | Aufsteiger der Zweitligasaison 2011/12 |

### Clausura
Die Clausura, die Rückrunde der Saison, wurde zwischen dem 23. Februar und dem 2. Juni 2013 ausgetragen und stand unter dem Motto „100 años del club Defensor“, da der Defensor Sporting während dieser Zeit sein Jubiläum feiern konnte. Als Sieger qualifizierte er sich zudem für das Meisterschaftshalbfinale gegen den Tabellenersten der Apertura.
| Pl. | Verein                 | Sp. | S | U | N  | Tore    | Diff. | Punkte |
| --- | ---------------------- | --- | - | - | -- | ------- | ----- | ------ |
| 1.  | Defensor Sporting      | 15  | 9 | 4 | 2  | 019:900 | +10   | 31     |
| 2.  | Peñarol Montevideo     | 15  | 9 | 3 | 3  | 026:800 | +18   | 30     |
| 3.  | River Plate Montevideo | 15  | 9 | 3 | 3  | 027:140 | +13   | 30     |
| 4.  | Nacional               | 15  | 7 | 5 | 3  | 023:210 | +2    | 26     |
| 5.  | Danubio                | 15  | 8 | 2 | 5  | 018:160 | +2    | 26     |
| 6.  | Racing                 | 15  | 6 | 6 | 3  | 017:130 | +4    | 24     |
| 7.  | Montevideo Wanderers   | 15  | 6 | 3 | 6  | 019:140 | +5    | 21     |
| 8.  | Juventud (N)           | 15  | 6 | 3 | 6  | 027:320 | −5    | 21     |
| 9.  | Fénix                  | 15  | 5 | 4 | 6  | 018:180 | ±0    | 19     |
| 10. | El Tanque Sisley       | 15  | 4 | 6 | 5  | 016:170 | −1    | 18     |
| 11. | Cerro                  | 15  | 4 | 5 | 6  | 019:240 | −5    | 17     |
| 12. | Liverpool              | 15  | 3 | 7 | 5  | 019:230 | −4    | 16     |
| 13. | Cerro Largo            | 15  | 4 | 3 | 8  | 017:200 | −3    | 15     |
| 14. | Progreso (N)           | 15  | 4 | 1 | 10 | 015:280 | −13   | 13     |
| 15. | Central Español (N)    | 15  | 3 | 3 | 9  | 013:250 | −12   | 12     |
| 16. | Bella Vista            | 15  | 2 | 4 | 9  | 016:270 | −11   | 10     |

| (N) | Aufsteiger der Zweitligasaison 2011/12 |

### Jahrestabelle
| Pl. | Verein                 | Sp. | S  | U  | N  | Tore    | Diff. | Punkte |
| --- | ---------------------- | --- | -- | -- | -- | ------- | ----- | ------ |
| 1.  | Peñarol                | 30  | 20 | 6  | 4  | 061:210 | +40   | 66     |
| 2.  | Defensor Sporting      | 30  | 18 | 9  | 3  | 050:200 | +30   | 63     |
| 3.  | Nacional (M)           | 30  | 17 | 7  | 6  | 052:350 | +17   | 58     |
| 4.  | River Plate Montevideo | 30  | 14 | 9  | 7  | 048:310 | +17   | 51     |
| 5.  | El Tanque Sisley       | 30  | 12 | 12 | 6  | 039:340 | +5    | 48     |
| 6.  | Montevideo Wanderers   | 30  | 11 | 7  | 12 | 041:380 | +3    | 40     |
| 7.  | Fénix                  | 30  | 11 | 7  | 12 | 042:420 | ±0    | 40     |
| 8.  | Juventud (N)           | 30  | 11 | 7  | 12 | 040:490 | −9    | 40     |
| 9.  | Racing                 | 30  | 9  | 10 | 11 | 034:400 | −6    | 37     |
| 10. | Cerro                  | 30  | 9  | 8  | 13 | 033:410 | −8    | 35     |
| 11. | Danubio                | 30  | 9  | 8  | 13 | 033:430 | −10   | 35     |
| 12. | Liverpool              | 30  | 7  | 10 | 13 | 040:510 | −11   | 31     |
| 13. | Bella Vista            | 30  | 8  | 6  | 16 | 029:440 | −15   | 30     |
| 14. | Central Español (N)    | 30  | 7  | 7  | 16 | 024:440 | −20   | 28     |
| 15. | Progreso (N)           | 30  | 8  | 4  | 18 | 032:560 | −24   | 28     |
| 16. | Cerro Largo            | 30  | 6  | 9  | 15 | 031:400 | −9    | 27     |

| (M) | Uruguayischer Meister 2011/12          |
| (N) | Aufsteiger der Zweitligasaison 2011/12 |

### Meisterschaftsentscheidung
Die Entscheidung um die Meisterschaft der Liga Profesional de Primera División fällt in einem Halbfinalspiel sowie einem in Hin- und Rückspiel aufgeteilten Finale. Für das Halbfinale qualifizieren sich die jeweiligen Sieger der Apertura und der Clausura. Der Gewinner dieser Partie trifft dann im Finale auf den bestplatzierten Verein der Jahrestabelle. Dies erübrigt sich, sollte eine Mannschaft sowohl die Hin- als auch die Rückrunde für sich entscheiden haben. In diesem Fall ist sie automatisch Meister, da sie ja im Halbfinale ansonsten gegen sich selbst antreten müsste – darüber hinaus ist sie als Sieger beider Serien selbstverständlich auch Sieger der Jahreswertung. In der Saison 2012/13 setzte sich die Halbfinalpaarung aus dem CA Peñarol (Sieger der Apertura) und dem Defensor Sporting (Sieger der Clausura) zusammen. Der CA Peñarol siegte im heimischen Estadio Centenario überlegen mit 3:1. Da er gleichzeitig Führender der Jahreswertung war, war ein Finale sowohl unmöglich als auch nicht notwendig und die Aurinegros sicherten sich so ihren 42. Meistertitel.
|  | Halbfinale                            | Halbfinale |  |  | Finale                              | Finale | Finale |
|  |                                       |            |  |  |                                     |        |        |
|  |                                       |            |  |  |                                     |        |        |
|  | CA Peñarol (Gewinner Apertura)        | 3          |  |  |                                     |        |        |
|  | Defensor Sporting (Gewinner Clausura) | 1          |  |  |                                     |        |        |
|  |                                       |            |  |  |                                     |        |        |
|  |                                       |            |  |  | CA Peñarol (Gewinner Halbfinale)    | –      | –      |
|  |                                       |            |  |  | CA Peñarol (Gewinner Jahrestabelle) | –      | –      |
|  |                                       |            |  |  |                                     |        |        |

| CA Peñarol                                               | CA Peñarol | Defensor Sporting | Defensor Sporting |
| -------------------------------------------------------- | --- | --- | ----------------- |
| CA Peñarol                                               | \| 4. Juni 2013 in Montevideo, Uruguay (Estadio Centenario) \| \| Ergebnis: 3:1 (2:0) \| \| Schiedsrichter: Martín Vázquez \| | \| 4. Juni 2013 in Montevideo, Uruguay (Estadio Centenario) \| \| Ergebnis: 3:1 (2:0) \| \| Schiedsrichter: Martín Vázquez \| | Defensor Sporting |
| CA Peñarol                                               | Enrique Bologna – Darío Rodríguez, Alejandro Damián González, Baltasar Silva, Matías Aguirregaray – Antonio Pacheco , Marcel Novick (22. Sebastián Píriz), Sebastián Cristóforo, Fabián Estoyanoff (86. Jorge Zambrana) – Marcelo Zalayeta (79. Juan Manuel Olivera), Mauro Fernández Cheftrainer: Jorge da Silva | Martín Campaña – Ramón Arias, Matías Malvino, Emilio Zeballos, Mario Risso – Aníbal Hernández (57. Felipe Gedoz da Conceição), Andrés Fleurquín , Juan Amado (67. Damián Luna), Giorgian De Arrascaeta – Ignacio Risso (57. Sebastián Taborda), Maximiliano Callorda Cheftrainer: Hebert Silva Cantera | Defensor Sporting |
| CA Peñarol                                               | 1:0 Antonio Pacheco (26.) 2:0 Antonio Pacheco (36., Elfmeter) 3:0 Antonio Pacheco (80.) | 3:1 Damián Luna (90.) | Defensor Sporting |
| CA Peñarol                                               | Marcel Novick (21.), Sebastián Cristóforo (33.) | Aníbal Hernández (1.), Andrés Fleurquín (70.), Sebastián Taborda (78.) | Defensor Sporting |
| 4. Juni 2013 in Montevideo, Uruguay (Estadio Centenario) | | |                   |
| Ergebnis: 3:1 (2:0)                                      | | |                   |
| Schiedsrichter: Martín Vázquez                           | | |                   |

### Abstiegstabelle
Die Abstiegsregelung aus der Liga Profesional de Primera División nimmt auf die Jahreswertung der aktuellen sowie der vorherigen Spielzeit Bezug. Die erzielten Punkte werden zusammengerechnet und durch die Anzahl der Spiele zu einem Durchschnittswert pro Spiel dividiert. Aktuellen Aufsteigern, bei denen lediglich eine Erstligasaison zur Ermittlung herangezogen werden kann (hier ersichtlich durch einen Geviertstrich in der Spalte zur Saison 2011/12), werden aus Gründen der Chancengleichheit die in diesen 30 Spielen erzielten Punkte verdoppelt.
| Rang |  | Verein                 | Pkt. 2011/12 | Pkt. 2012/13 | Pkt. | Sp. | ø/Sp. |
| ---- |  | ---------------------- | ------------ | ------------ | ---- | --- | ----- |
| 01.  |  | Peñarol Montevideo     | 62           | 66           | 128  | 30  | 2,133 |
| 02.  |  | Defensor Sporting      | 62           | 63           | 125  | 60  | 2,083 |
| 03.  |  | Nacional               | 67           | 58           | 125  | 60  | 2,083 |
| 04.  |  | River Plate Montevideo | 50           | 51           | 101  | 60  | 1,683 |
| 05.  |  | Danubio                | 52           | 35           | 087  | 60  | 1,450 |
| 06.  |  | Liverpool              | 53           | 31           | 084  | 60  | 1,400 |
| 07.  |  | Cerro Largo            | 54           | 27           | 081  | 60  | 1,350 |
| 08.  |  | Montevideo Wanderers   | 41           | 40           | 081  | 60  | 1,350 |
| 09.  |  | Juventud               | —            | 40           | 080  | 30  | 1,333 |
| 10.  |  | El Tanque Sisley       | 31           | 48           | 079  | 60  | 1,317 |
| 11.  |  | Cerro                  | 36           | 35           | 071  | 60  | 1,183 |
| 12.  |  | Racing                 | 34           | 37           | 071  | 60  | 1,183 |
| 13.  |  | Fénix                  | 25           | 40           | 065  | 60  | 1,083 |
| 13.  |  | Bella Vista            | 30           | 30           | 060  | 60  | 1,000 |
| 15.  |  | Progreso               | —            | 28           | 056  | 30  | 0,933 |
| 14.  |  | Central Español        | —            | 28           | 056  | 30  | 0,933 |

## Torschützenliste

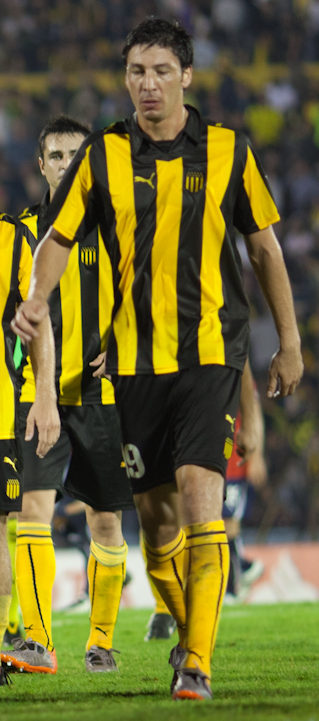
Torschützenkönig der Saison: Juan Manuel Olivera

Folgende Tabelle summiert die Treffer der Torschützen aus Apertura und Clausura zum Saisonwert. Bei gleicher Anzahl von Treffern sind die Spieler alphabetisch nach Nachnamen geordnet. Kursiv gesetzte Spieler waren lediglich während der Apertura im Einsatz.
| Pl. | Spieler               | Verein                                | Tore |
| --- | --------------------- | ------------------------------------- | ---- |
| 1   | Juan Manuel Olivera   | CA Peñarol                            | 18   |
| 2   | Liber Quiñones        | Racing Club de Montevideo             | 15   |
| 2   | Maximiliano Rodríguez | Montevideo Wanderers                  | 15   |
| 2   | Marcelo Zalayeta      | CA Peñarol                            | 15   |
| 3   | Fabián Estoyanoff     | CA Peñarol                            | 12   |
| 4   | Matías Alonso         | Club Atlético Juventud de Las Piedras | 11   |
| 4   | Héctor Acuña          | CCD El Tanque Sisley                  | 11   |
| 4   | Felipe Avenatti       | River Plate Montevideo                | 11   |
| 4   | Ignacio Risso         | Defensor Sporting                     | 11   |

## Spielstätten
Die Gesamtkapazität aller Erstligastadien betrug in der Spielzeit 2012/13 245.800 Plätze. Gegenüber der Vorsaison verringerte sie sich um 2.700 Plätze und damit um etwas mehr als ein Prozent, da der Kapazität der drei Absteiger (24.600 Plätze) eine Kapazität von 21.900 Plätzen bei den drei Aufsteigern gegenüberstand.
| Verein                                | Stadion                        | Kapazität |                           | Verein                                      | Stadion | Kapazität |
| CA Peñarol                            | Estadio Centenario             | 65.235    | Montevideo Wanderers      | Estadio Alfredo Víctor Viera                | 10.000  |           |
| Club Nacional de Football             | Estadio Gran Parque Central    | 26.500    | Cerro Largo FC            | Estadio Arquitecto Antonio Eleuterio Ubilla | 9.000   |           |
| CA Cerro                              | Estadio Luis Tróccoli          | 25.000    | Racing Club de Montevideo | Estadio Osvaldo Roberto                     | 8.500   |           |
| Danubio FC                            | Estadio Jardines del Hipódromo | 20.000    | CCD El Tanque Sisley      | Estadio Campeones Olímpicos                 | 7.000   |           |
| Defensor Sporting                     | Estadio Luis Franzini          | 20.000    | Central Español FC        | Estadio Parque Palermo                      | 6.500   |           |
| CA Bella Vista                        | Estadio José Nasazzi           | 12.000    | CA Fénix                  | Estadio Parque Capurro                      | 5.500   |           |
| Club Atlético Juventud de Las Piedras | Estadio Parque Artigas         | 10.000    | CA Progreso               | Estadio Parque Abraham Paladino             | 5.400   |           |
| Liverpool FC                          | Estadio Belvedere              | 10.000    | CA River Plate            | Estadio Parque Federico Omar Saroldi        | 5.165   |           |

## Trainerwechsel
| Verein             | Trainer          | Grund                 | Datum            | Nachfolger            | Tabellenplatz    |                  |
| Vor Saisonbeginn   | Vor Saisonbeginn | Vor Saisonbeginn      | Vor Saisonbeginn | Vor Saisonbeginn      | Vor Saisonbeginn | Vor Saisonbeginn |
| ------------------ | ---------------- | --------------------- | ---------------- | --------------------- | ---------------- | ---------------- |
| Bella Vista        | Diego Alonso     | Vertragsende          | 08. 06. 2012     | Guillermo Sanguinetti | Sommer- pause    |                  |
| Nacional           | Marcelo Gallardo | Vertragsende          | 18. 06. 2012     | Gustavo Díaz          | Sommer- pause    |                  |
| Fénix              | Lorenzo Carrabs  | Ende der Interimszeit | 21. 06. 2012     | Eduardo Favaro        | Sommer- pause    |                  |
| Defensor Sporting  | Gustavo Díaz     | Wechsel zu Nacional   | 23. 06. 2012     | Tabaré Silva          | Sommer- pause    |                  |
| Cerro              | Gabriel Camacho  | Ende der Interimszeit | 06. 07. 2012     | Ricardo Ortíz         | Sommer- pause    |                  |
| Während der Saison |                  |                       |                  |                       |                  |                  |
| Danubio            | Gabriel Camacho  | Entlassung            | 05. 09. 2012     | Juan Ramón Carrasco   | 15.              |                  |

## Sponsoren
| Verein                                | Ausrüster  | Hauptsponsor                            |
| ------------------------------------- | ---------- | --------------------------------------- |
| CA Bella Vista                        | MGR Sport  | CYMACO                                  |
| CA Cerro                              | Fit        | Limol                                   |
| CA Fénix                              | MGR Sport  | Ratisalil                               |
| Club Atlético Juventud de Las Piedras | Menpi      | Frigorífico Las Piedras / Agua Iara     |
| CA Peñarol                            | Puma       | ANTEL                                   |
| CA Progreso                           | Matgeor    | Rinde Dos / La Cabaña                   |
| River Plate Montevideo                | Mass Sport | Macro Mercado                           |
| CCD El Tanque Sisley                  | Matgeor    | La Cabaña / Rinde Dos / CYMACO          |
| Central Español FC                    | Matgeor    | Rinde Dos / Círculo Católico / La Selva |
| Cerro Largo FC                        | Mass Sport | Núñez Transporte y Turismo / Microsules |
| Club Nacional de Football             | Umbro      | ANTEL                                   |
| Danubio FC                            | Mass Sport | Asociación Española                     |
| Defensor Sporting                     | Mass Sport | Médica Uruguaya                         |
| Liverpool FC                          | Joma       | Puritas                                 |
| Montevideo Wanderers                  | Joma       | CYMACO                                  |
| Racing Club de Montevideo             | Mass Sport | Punta Ballena                           |